# Festinul ciorilor
Festinul ciorilor (2005) (titlu original A Feast for Crows) este a patra carte din seria epică fantasy Cântec de gheață și foc a autorului american George R. R. Martin. Romanul a apărut pe 17 octombrie 2005 în Marea Britanie,, ediția americană urmând pe 8 noiembrie 2005.
În mai 2005 Martin a anunțat că dimensiunea manuscrisului său încă neterminat al Festinului ciorilor i-a determinat pe el și pe editorii săi să împartă narațiunea în două cărți. În loc să împartă textul pe rațiuni cronologice, Martin a optat să o facă în funcție de personaje și de locație, rezultând "două romane a căror acțiune se petrece simultan" cu personaje diferite. Festinul ciorilor a fost publicată câteva luni mai târziu, iar romanul complementar, Dansul dragonilor, nu a fost lansat nici până în 2010. Martin a mai declarat că e foarte probabil ca seria Cântec de gheață și foc să aibă șapte romane.
Festinul ciorilor a fost primul roman al seriei care a intrat direct pe locul întâi al listei de bestsellere a The New York Times, un lucru pe care îl mai reușise anterior doar Robert Jordan and Neil Gaiman. În 2006, romanul a fost nominalizat la premiul Hugo, premiul Locus și premiul BSFA.
Cartea a apărut în limba română în anul 2009 în ediție paperback și în 2011 în format hardcover.

## Intriga
Războiul celor cinci regi se apropie de sfârșit. Robb Stark, Joffrey Baratheon, Renly Baratheon și Balon Greyjoy sunt morți, iar regele Stannis Baratheon a pornit în ajutorul Zidului, unde Jon Snow a devenit Lord Comandant al Rondului de Noapte. Regele Tommen Baratheon, fratele de opt ani al lui Joffrey, conduce acum la Debarcaderul Regelui, sub supravegherea atentă a mamei lui, regina regentă Cersei Lannister. Tatăl lui Cersei e mort, ucis de fiul său Tyrion, care a fugit din oraș. În lipsa celor doi, puterea lui Cersei nu mai este îngrădită de nimeni. Între timp, Sansa Stark se ascunde în continuare în Vale, protejată de Petyr Baelish, care a ucis-o pe ascuns pe soția sa, Lysa Arryn, și s-a autoproclamat Protector al Văii și paznic al lordului de opt ani Robert Arryn.

### În Cele Șapte Regate

#### Debarcaderul Regelui
Încetul cu încetul devine evident că, deși e foarte abilă în țeserea intrigilor necesare pentru a accede la putere, Cersei nu se pricepe prea bine la conducerea de zi cu zi a regatului. Domnia ei aduce în consiliu o serie de persoane incompetente și, pentru a înrăutăți lucrurile, ea nu se încrede în susținătorii ei principali, Casa Tyrell, mai ales în soția fiului ei, Margaery. Paranoia crescândă legată de o profeție din adolescență conform căreia ea și copiii ei aveau să fie omorâți de fratele ei, o face dependentă de alcool. Problemele se înmulțesc din cauza imenselor datorii de război și a inabilității administratorilor de a rezolva situația, ceea ce duce la o criză bancară care aproape distruge economia Westerosului. Pentru a scăpa de datoria pe care coroana o are către Credința Celor Șapte, ea acceptă restaurarea ordinului militar religios. Un plan de a determina Credința să o acuze pe Margaery de adulter, în baza unor probe în mare parte inventate, scapă de sub control, iar liderul religios ale cărei puteri le sporise Cersei ajunge să o aresteze și să o întemnițeze chiar pe ea pe baza unor acuzații similare.

#### Ținuturile riverane
Fratele și fostul amant al lui Cersei, Jaime, călătorește în ținuturile riverane pentru a restabili ordinea și controlul regal în regiunile devastate de război. El s-a înstrăinat oarecum de sora lui și a devenit preocupat de propria onoare, pe care o consideră pătată de greșeli din trecut. De asemenea, este îngrijorat de starea Gărzii Regelui, deoarece Cersei ridică la rangul de cavaleri persoane care nu merită această onoare. După ce reușește să încheie fără vărsare de sânge asediul Riverrunului, una dintre ultimele rezistențe împotriva autorității familiei sale, el primește un mesaj de la Cersei, care îi cere să se întoarcă și să o salveze într-un proces prin luptă, dar pare să ignore mesajul.
Misiunea Briennei din Tarth de a o găsi pe Sansa o conduce prin ținuturile riverane, în care are ocazia să vadă devastarea și răutatea pe care războiul le-a abătut asupra poporului. Capturând un băiat pe care îl vede urmărind-o, descoperă că este Podrick Payne, fostul scutier al Pezevenghiului. Deoarece nu a beneficiat de un antrenament adecvat de scutier, ea este de acord să îl învețe. Brienne se întâlnește și cu Ser Hyle, un cavaler din trecutul ei alături de care s-a aflat când a fost omorât regele Renly. Acesta o crede că nu ea l-a omorât pe rege și o urmează. Capturat de Bravii Camarazi, este condamnată la moarte de Inimă de Piatră (fosta ei aliată, acum un cadavru revenit din morți, Catelyn Stark), care crede că Brienne a trădat-o. Brienne are de ales între a fi ucisă și a-l omorî pe Jaime Lannister, lucru pe care îl consideră inacceptabil.

#### Eyrie
În Eyrie, Sansa joacă rolul fiicei bastarde a lui Petyr, Alayne, împrietenindu-se cu tânărul Robert Arryn și primind învățături de politică regală. În acest timp, Petyr reușește să manipuleze foștii lorzi stegari ai soției sale, iar Protectoratul său precar începe să capete putere. În cele din urmă, Sansa află că Petyr a promis-o lui Harrold Hardyng, moștenitorul lui Robert. Când bolnavul Robert va muri, Sansa urmează să își dezvăluie adevărata identitate, revendicând fortăreața familiei, Winterfell.

#### Insulele de Fier
Pe Insulele de Fier, Aeron Damphair cere un plebiscit pentru a se alege succesorul lui Balon Greyjoy. Contestat de fratele și de fiica acestuia, Victarion și Asha, Euron "Ochi de cioară" Greyjoy va reuși să câștige în cele din urmă, promițând că poate chema dragonii care-i vor ajuta pe locuitorii insulelor să cucerească întreg Westerosul. Flota oamenilor de fier atacă și cuceresc insulele de la gura răului Mander, amenințând Highgardenul. Euron îl trimite apoi pe Victarion spre est, pentru a o peți pe Daenerys Targaryen, dar acesta plănuiește să se căsătorească chiar el cu ea.

#### Dorne
În Dorne, Doran Martell se confruntă cu trei dintre Șerpoaicele Nisipului ale fratelui său, care cer răzbunare pentru moartea lui. Ele nu sunt mulțumite de perspectiva de a primi capul lui Gregor Clegane, deoarece aceasta nu e o plată cinstită: moartea lui Gregor nu este o recompensă, ci ea vine în urma loviturii primită în duel de la sulița otrăvită a Viperei Roșii. Toți vor război, dar în moduri diferite. Pentru a scăpa de ele, Doran le închide pe toate cele opt Șerpoaice în Turn.
O tentativă îndrăzneață a Ariannei Martell - care l-a sedus pe Ser Arys Oakheart din Garda Regelui - de a o încorona pe Myrcella Baratheon ca regină a Westerosului în conformitate cu legea dornisheană, este împiedicată chiar de tatăl Ariannei, Doran, în ciuda slăbiciunii sale. Tentativa a lăsat și urme: Myrcella este desfigurată, iar Ser Oakheart a murit. Acest lucru amenință legăturile cu Casa Lannister și cu Tronul de Fier, chiar dacă un membru al Gărzii Regelui vine cu capul lui Gregor Clegane, cavalerul acuzat că a violat-o și ucis-o pe sora lui Doran, Elia, cu ani în urmă. Mânios pe Arianne, Doran scoate la lumină faptul că țese de multă vreme un plan subtil de răzbunare: fratele ei, Quentyn, a fost trimis spre est ca să aducă "Foc și sânge".

### În Est
Samwell Tarly este trimis la Citadela din Orașul Vechi pentru a se pregăti să devină noul Maester al Rondului de Noapte și pentru a afla ce știu maesterii despre Ceilalți. El este însoțit de Maester Aemon, Dareon (alt om al Rondului de Noapte), de sălbatica Gilly și de fiul ei. Ajunși în Braavos, starea de sănătate a Maesterului Aemon se înrăutățește, făcându-i să piardă vasul spre destinație. Dareon abandonează misiunea, iar ceilalți trei reușesc, în cele din urmă, să își reia călătoria spre Orașul Vechi. Pe drum, Maester Aemon moare, iar Sam și Gilly devin amanți. Înainte de a muri, Aemon aude despre Daenerys și dragonii ei, sfătuindu-l pe Sam să convingă Citadela să trimită un Maester care s-o consilieze, deoarece ea este salvatoarea omenirii din profeții. Ajuns în Orașul Vechi, Sam devine novice, iar un Maester pleacă pentru a-și oferi serviciile lui Daenerys.
Ajunsă în Braavos, Arya Stark intră în Casa în Alb și Negru, un templu al cărui novici trebuie să își abandoneze bunurile și trecutul. Ea devine "Cat a Canalelor" dar își păstrează, totuși, Acul. Se angajează în Braavos, dar la fiecare lună nouă trebuie să revină în templu pentru a sluji și a spune trei lucruri noi învățate de la ultima ședere acolo. Vechea identitate nu o părăsește, căci are în continuare vise de lup și îl ucide pe Dareon pentru că a dezertat din Rondul de Noapte (lucru pesdepsit cu moartea în Westeros) și și-a părăsit Fratele Jurat, pe Samwell Tarly, cu care are o scurtă întâlnire (fără a ști că acesta e prieten cu fratele ei, Jon). Întoarsă la templu, este nevoită să recunoască faptul că "Arya" a comis crima, fiind pedepsită să bea o cană cu lapte, care o orbește.

## Personaje
Povestea este narată din perspectiva a 12 personaje și, la fel ca în precedentele cărți, a unui prolog în care apare un personaj relativ minor.
- Prolog: Pate, novice al Maesterilor din Orașul Vechi
- Cersei Lannister, regina regentă
- Profetul, Omul înecat: Prințul Aeron "Părumed" Greyjoy
- Ser Jaime Lannister, Lord Comandant al Gărzii Regelui
- Căpitanul Gărzilor: Areo Hotah, Căpitan al Gărzilor prințului Doran Martell din Dorne
- Arya Stark, numită ulterior "Cat a Canalelor", pregătită de Casa în Alb și Negru
- Sansa Stark, jucând rolul fiicei bastarde a lui Petyr Baelish, "Alayne Stone"
- Samwell Tarly, Frate Jurat al Rondului de Noapte
- Fiica Krakenului: Prințesa Asha Greyjoy, fata regelui Balon din Insulele de Fier
- Căpitanul de Fier, Tâlharul: Prințul Victarion Greyjoy, fratele regelui Balon
- Brienne, Fecioara din Tarth, o femeie uriașă și puternică, aflată în căutarea Sansei și a Aryei Stark
- Cavalerul Întinat: Ser Arys Oakheart din Garda Regelui
- Făuritorul de Regine, Prințesa din Turn: Arianne Martell, fata prințului Doran

## Publicare
Martin a publicat primele patru capitole ale "Insulelor de Fier" din Festinul ciorilor sub forma unei nuvele intitulate Arms of the  Kraken ("Brațele Krakenului"), în ediția din august 2002 a magazinului Dragon. O carte ieftină, cuprinzând trei capitole despre Daenerys, a fost lansată la BookExpo 2005, deși ele au fost mutate ulterior în al cincilea volum al seriei, Dansul dragonilor.
Martin plănuia ca a patra carte să se intituleze Dansul dragonilor, acțiunea fiind reluată la cinci ani după cea din Iureșul săbiilor (pentru ca personajele tinere să crească). În timp ce scria, și-a dat seama că asta va duce la apariția multor pasaje în care se povestesc evenimente petrecute în acei cinci ani, pentru a se umple golurile. După douăsprezece luni de lucru la carte, Martin a decis să abandoneze mare parte din ceea ce scrisese și să o ia de la capăt, continuând povestea de unde o lăsase Iureșul săbiilor. El a făcut publică această decizie, împreună cu noul titlu, Festinul ciorilor, la Worldcon-ul din Philadelphia, pe 1 septembrie 2001. Tot atunci a anunțat că Dansul dragonilor va deveni a cincia carte a seriei.
În mai 2005, Martin a anunțat că manuscrisul Festinului ciorilor ajunsese la 1527 de pagini, rămânând încă "vreo sută de pagini cu capitole incomplete, precum și alte schițe de capitole nescrise încă." Ținând cont că dimensiunea manuscrisului său pentru romanul anterior, Iureșul săbiilor, dăduse bătăi de cap editorilor din întreaga lume cu cele 1521 de pagini ale sale, Martin și editorii săi au decis să împartă în două acțiunea din Festinul ciorilor. În loc să împartă textul conform cronologiei, Martin a ales să facă acest lucru ținând cont de personaje și locații:
„ Simțeam că era mai bine să dezvăluim întreaga poveste pentru o jumătate dintre personaje, decât o jumătate de poveste pentru toate personajele. Tăierea în două a romanului a generat două jumătăți de roman; abordarea noastră va duce la două romane a căror acțiune are loc simultan, dar se petrece la mii de km distanță, implicând personaje diferite (cu unele suprapuneri).”
Martin a anunțat că Festinul ciorilor se va concentra pe "Westeros, Debarcaderul Regelui, ținuturile riverane, Dorne și Insulele de Fier", iar următorul roman, Dansul dragonilor, va acoperi "evenimentele din est și din nord." Martin a mai adăugat că seria Cântec de gheață și foc va avea probabil șapte romane. Festinul ciorilor a fost publicat pe 17 octombrie 2005, la peste cinci ani de la apariția volumului anterior, Iureșul săbiilor. Romanul paralel, Dansul dragonilor, nu a fost publicată nici până la începutul anului 2011.

## Aluzii și referiri la alte opere
În Festinul ciorilor, Martin îl numește pe zeul adorat în general de soldați în Casa în Alb și Negru din Braavos - Bakkalon, Copilul Palid. Bakkalon este un zeu care apare și în povestirea lui Martin din 1975 "De om nu te-atinge", precum și în alte povestiri din acea perioadă. În capitolul intitulat "Fiica Krakenului", Rodrik Harlaw pomenește despre un arhimaester pe nume Rigney, care crede că istoria este o roată. Numele real al autorului seriei Roata timpului, Robert Jordan, este James Rigney.

## Traduceri în limba română
- 2009 - Festinul ciorilor (2 vol.), ed. Nemira, colecția "Nautilus", traducere Silviu Genescu și Laura Bocancios, 1352 pag., ISBN 978-606-8073-93-4
- 2011 - Festinul ciorilor (cartonată), ed. Nemira, colecția "Nautilus", traducere Silviu Genescu și Laura Bocancios, 840 pag., ISBN  978-606-579-257-9
- 2013 - Festinul ciorilor (2 vol.), ed. Nemira, colecția "Nautilus", traducere Silviu Genescu și Laura Bocancios, 896 pag., ISBN  978-606-579-361-3

## Premii și nominalizări
- premiul Hugo - "Cel mai bun roman" (nominalizare) - (2006)[11]
- premiul Locus pentru genul fantasy - "Cel mai bun roman" (nominalizare) - (2006)[11]
- premiul British Fantasy - "Cel mai bun roman" (nominalizare) - (2006)[11]
- premiul Quill - "Cel mai bun roman (science fiction și fantasy)" (nominalizare) - (2006)